# Sun City Center
Sun City Center är en ort (CDP) i Hillsborough County, i delstaten Florida, USA. Enligt United States Census Bureau har orten en folkmängd på 19 258 invånare (2010) och en landarea på 40,8 km².